# المرتفع (المحفد)

تعديل مصدري - تعديل

المرتفع هي إحدى قرى عزلة المحفد بمديرية المحفد التابعة لمحافظة أبين، بلغ تعداد سكانها 398 نسمة حسب تعداد اليمن لعام 2004.